# Caroline Flint
Caroline Louise Flint (ur. 20 września 1961 w Twickenham w Londynie), brytyjska polityk, członkini Partii Pracy, minister w rządzie Gordona Browna.
Wykształcenie odebrała w Twickenham Girls School oraz Richmond Tertiary College. Następnie uzyskała tytuł bakałarza literatury amerykańskiej i historii na Uniwersytecie Anglii Wschodniej. W 1978 r. wstąpiła do Partii Pracy. W latach 1982–1984 odpowiadała za sprawy kobiet w Narodowej Organizacji Laburzystowskich Studentów. Po studiach rozpoczęła pracę w Inner London Education Authority. W latach 1988–1989 stała na czele sekcji kobiecej Narodowej Związku Studentów. W latach 1989–1991 odpowiadała za sprawy równouprawnienia w Lambeth Council. Przez kolejne dwa lata odpowiadała tam za sprawy rozwoju. W latach 1994–1997 pracowała w GMB Union.
Jest członkiem Fabian Society. Od 1997 do 2019 zasiadała w Izbie Gmin jako reprezentantka okręgu Don Valley. W 1999 r. został parlamentarnym prywatnym sekretarzem Petera Haina. W 2002 r. objął analogiczne stanowisko przy Johnie Reidzie. W czerwcu 2003 r. została członkiem rządu jako parlamentarny podsekretarz stanu w Home Office. W 2005 r. objęła analogiczne stanowisko w ministerstwie zdrowia. Odpowiadała za sprawy publicznej służby zdrowia. W 2006 r. została ministrem stanu w departamencie zdrowia.
W 2007 r. kierowała kampanią wyborczą Hazel Blears na wiceprzewodniczącego partii. Blears wybory te przegrała. W czerwcu 2007 r. Flint została przeniesiona do departamentu pracy i emerytur, gdzie była ministrem odpowiedzialnym za zatrudnienie. Otrzymała również nowo utworzone stanowisko ministra ds. Yorkshire i Humber. W styczniu 2008 r. została ministrem stanu ds. budownictwa i planowania. Piastując to stanowisko miała prawo uczestniczyć w posiedzeniach ścisłego gabinetu. W październiku 2008 r. została ministrem stanu ds. Europy. Flint zrezygnowała ze wszystkich stanowisk 5 czerwca 2009 r. W liście do Gordona Browna napisała, że jej rezygnacja jest protestem przeciwko traktowaniu kobiet w gabinecie jako "kobiecego upiększacza".
Flint jest żoną Phila Cole'a, swojego wieloletniego partnera, którego poślubiła w lipcu 2001 r. Mają razem troje dzieci i mieszkają w południowym Yorkshire.